# Whitchurch (Shropshire)
Whitchurch – miasto w Anglii, w hrabstwie Shropshire. Leży 30 km na północ od miasta Shrewsbury i 238 km na północny zachód od Londynu. Miasto liczy 8944 mieszkańców.

## Cmentarz
Na cmentarzu znajdują się 53 nagrobki żołnierzy Polskich Sił Zbrojnych na Zachodzie i ich rodzin, którzy zmarli w latach 1945-1946 w obozach i szpitalach Północnej Walii, Cheshire i Shropshire. Pochowano tutaj również gen. Romana Góreckiego, który zmarł w Polskim Szpitalu Wojennym w Iscoyd Park, położonym 5 km na zachód od Whitchurch.